# Zmarli w czerwcu 2021

## Czerwiec 2021
- 30 czerwca
  - Bonfoh Abbass – togijski polityk, tymczasowy prezydent Togo (2005)[1]
  - Tadeusz Bajwoluk – polski architekt wnętrz, pedagog i malarz[2]
  - Inge Danielsson – szwedzki piłkarz[3]
  - Janet Moreau – amerykańska lekkoatletka, sprinterka, mistrzyni olimpijska (1952)[4]
  - Napolian – amerykański muzyki producent muzyki elektronicznej[5][6][7][8]
- 29 czerwca
  - Dalenda Abdou – tunezyjska aktorka[9]
  - Anna Andruszkiewicz – polska śpiewaczka ludowa[10]
  - Stuart Damon – amerykański aktor[11]
  - Mirosław Drabiuk – polski duchowny prawosławny, ksiądz mitrat, działacz ekumeniczny i organizator życia religijnego[12]
  - Olaf Eysmont – polski dziennikarz i aktor niezawodowy[13]
  - Delia Fiallo – kubańska dysydentka, pisarka, scenarzystka telewizyjna[14]
  - Xavier Lacroix – francuski filozof i teolog[15]
  - John Lawton – angielski wokalista, członek zespołu Uriah Heep[16]
  - Petros Leventakos – grecki piłkarz[17]
  - Elizabeth Martínez – amerykańska działaczka feministyczna i społeczna, pisarka[18]
  - Ireneusz Materniak – polski pilot, instruktor i publicysta lotniczy[19]
  - Marianna Mollus – polska lekkoatletka[20]
  - Vicky Perec – izraelski piłkarz[21]
  - Donald Rumsfeld – amerykański polityk, sekretarz obrony USA (1975–1977, 2001–2006)[22]
  - Onsi Sawiris – egipski biznesmen, filantrop i miliarder[23][24]
  - Michaił Wołkow – ukraiński kulturoznawca i reżyser, Honorowy Obywatel Miasta Chojnice[25]
  - Aleksandr Woropajew – rosyjski reżyser filmowy[26]
  - Andrzej Zakrzewski – polski reżyser  filmowy, telewizyjny i radiowy[27]
- 28 czerwca
  - Lauren Berlant – amerykańska pisarka i teoretyk kultury[28]
  - Burton Greene – amerykański pianista jazzowy[29]
  - Paul Koulak – francuski kompozytor[30]
  - Vera Nikolić – serbska lekkoatletka, biegaczka średniodystansowa[31]
  - Edy Oglek – indonezyjski aktor i komik[32]
  - Elżbieta Stengert – polska śpiewaczka operowa i wykładowczyni akademicka, profesor nauk sztuk muzycznych[33]
  - Liu Xiurong – chińska aktorka[34]
- 27 czerwca
  - Silvano Bertini – włoski bokser[35]
  - Kolbein Falkeid(inne języki) – norweski poeta[36]
  - Noel Furlong – irlandzki przedsiębiorca i pokerzysta, zwycięzca World Series of Poker (1999)[37][38]
  - Czesław Jarmusz – polski fotograf[39]
  - Nina Konowałowa – rosyjska aktorka[40]
  - Andrzej Reichelt – polski prawnik, adwokat[41][42]
  - Uğurtan Sayıner – turecki aktor[43]
  - Khursheed Shahid – pakistańska aktorka[44]
  - Ian White – brytyjski polityk i prawnik, poseł do Parlamentu Europejskiego III i IV kadencji[45]
- 26 czerwca
  - Mike Gravel – amerykański polityk, senator (1969–1981)[46]
  - Abd al-Ilah Harun – katarski lekkoatleta, sprinter[47]
  - Marcelo Campo – argentyński rugbysta[48]
  - Mir Hazar Khan Khoso – pakistański prawnik, sędzia, polityk, p.o. premiera Pakistanu (2013)[49]
  - John Lawton – brytyjski wokalista, członek hardrockowych zespołów Lucifer’s Friend i Uriah Heep
  - Jon Hassell – amerykański trębacz i kompozytor[50]
  - Hans Holtegaard – duński aktor[51]
  - Natalia Popowa – rosyjska aktorka[52]
  - Stefan Rosiński – polski etnolog i muzealnik[53]
  - Frederic Rzewski – amerykański pianista i kompozytor[54]
  - Andrzej Schmidt – polski historyk jazzu[55]
  - Johnny Solinger – amerykański wokalista, członek zespołu Skid Row[56]
- 25 czerwca
  - Olga Barnet – rosyjska aktorka[57]
  - John Erman – amerykański reżyser[58]
  - Marcos Ferrufino – boliwijski piłkarz i trener[59]
  - Wojciech Grzeszek – polski działacz związkowy i samorządowy, wiceprzewodniczący Sejmiku Województwa Małopolskiego[60]
  - Wes Madiko – kameruński piosenkarz[61]
  - Adam Małkiewicz – polski historyk, prof. dr hab.[62]
  - Rinaldo Rafanelli – argentyński piosenkarz[63]
  - Zygmunt "Zigi" Tomala – polski wokalista i artysta plastyk, członek zespołu Druga Strona Lustra[64]
  - Kazimierz Warchoł – polski działacz studencki[65][66]
  - Tadeusz Wijata – polski fotograf[67]
  - Maria Woińska-Chmielak – polska lekkoatletka[68]
- 24 czerwca
  - Benigno Aquino – filipiński polityk, senator, prezydent Filipin (2010–2016)[69]
  - Sonny Callahan – amerykański polityk, członek Izby Reprezentantów Stanów Zjednoczonych z Alabamy (1985–2003)[70]
  - Zdzisław Chlewiński – polski duchowny rzymskokatolicki, pedagog i psycholog, prof. dr hab.[71]
  - Franco Festorazzi – włoski duchowny katolicki, arcybiskup Ankony-Osimo (1991–2004)[72]
  - Czesław Kolisz – polski konstruktor i przedsiębiorca z branży lotniczej[73][74][75]
  - Alain Lebeaupin – francuski duchowny katolicki i dyplomata, arcybiskup, nuncjusz apostolski[76]
  - Paul Mea – kirybatyjski duchowny katolicki, biskup Tarawy i Nauru (1978–2020)[77]
  - Antoni Nieroba – polski piłkarz[78]
  - Med Reventberg – szwedzka aktorka[79]
  - Eleazar Soria – peruwiański piłkarz i prawnik[80]
  - Trần Thiện Khiêm – południowowietnamski polityk, wojskowy i dyplomata, premier Wietnamu Południowego (1969–1975)[81]
  - Inna Wołgina – rosyjska aktorka[82]
- 23 czerwca
  - Melissa Coates – kanadyjska kulturystka i wrestlerka[83][84]
  - Kazimierz Gałczyński – polski trener kajakarstwa[85]
  - Wojciech Karolak – polski muzyk jazzowy, pianista, kompozytor, saksofonista altowy i tenorowy[86]
  - Jackie Lane – brytyjska aktorka[87]
  - Sławomir Maj – polski geofizyk, dr hab.[88][89]
  - John McAfee – amerykański informatyk, programista, przedsiębiorca, założyciel i prezes firmy McAfee[90]
  - Bronisław Nowacki – polski historyk, dr hab.[91]
  - Clare Peploe – włoska reżyserka i scenarzystka filmowa[92]
  - Daniel Vélez – kolumbijski piłkarz[93]
  - Peter Zinovieff – brytyjski inżynier i kompozytor[94]
- 22 czerwca
  - Giancarlo Amadeo – włoski piłkarz i trener[95]
  - Ryszard Bacciarelli – polski aktor[96]
  - Modest Bobowicz – polski inżynier mechanik i działacz kombatancki, major Armii Krajowej[97]
  - Jarosław Dumanski – ukraiński piłkarz[98]
  - Krzysztof Gradowski – polski aktor, reżyser i scenarzysta filmowy[99]
  - Marek L. Kowalski – polski alergolog, prof. dr hab.[100]
  - Marcus Lutter – niemiecki prawnik, wykładowca akademicki, doctor honoris causa Uniwersytetu Warszawskiego[101][102]
  - Zbigniew Pełczyński – polski filozof, prof. dr hab., uczestnik powstania warszawskiego[103]
  - Janusz Pempkowiak – polski oceanograf, prof. dr hab. inż.[104]
  - Witalij Szałyczew – ukraiński piłkarz, trener[105]
  - Siergiej Szaposznikow – rosyjski piłkarz, trener[106]
- 21 czerwca
  - Oleg Burłakow – rosyjski przedsiębiorca i milioner[107]
  - Amarasigamani Deivasigamani – indyjski aktor i poeta[108]
  - Nina Divíšková – czeska aktorka[109]
  - Bohdan Dudek – polski psycholog, prof. dr hab.[110][111]
  - Walter Fürst – niemiecki teolog[112]
  - Nobuo Hara – japoński saksofonista jazzowy[113]
  - Mamady Keita – gwinejski djembefola, muzyk, perkusista, nauczyciel, popularyzator kultury Mande[114]
- 20 czerwca
  - Luis del Sol – hiszpański piłkarz, trener[115]
  - David R. Edwards – walijski wokalista i poeta, członek zespołu Datblygu[116][117]
  - Juan Forn – argentyński pisarz i tłumacz[118]
  - Daniel Ivin Goldstein – chorwacki pisarz i publicysta[119]
  - Janusz Grzegorzak – polski architekt[120]
  - Alojzy Krzywoń – polski piłkarz[121]
  - Jeanne Lamon – kanadyjska skrzypaczka[122]
  - Lionel Leroy – francuski piosenkarz[123]
  - Joanne Linville – amerykańska aktorka[124][125]
  - Andrzej Milanowski – polski pediatra, prof. dr hab.[126][127]
  - Jerzy Zieliński – polski specjalista w zakresie chemii fizycznej, dr hab.[128][129][130]
- 19 czerwca
  - Jadwiga Górnicka – polska lekarka, popularyzatorka medycyny naturalnej[131]
  - Enver Kaçaniku – kosowski aktor[132]
  - Kazimierz Marszał – polski prawnik, prof. zw. dr hab.[133][134]
  - Juan Alberto Merlos – argentyński kolarz torowy i szosowy[135]
  - Slobodan Sudec – chorwacki piłkarz i trener[136]
  - Robert Szeklicki – polski naukowiec, specjalista w zakresie wychowania fizycznego, prof. dr hab.[137]
  - Andrzej Szumakowicz – polski socjolog, wykładowca akademicki i publicysta[138]
  - Maria Wójcikowska – polska aktorka i reżyserka teatralna[139][140]
- 18 czerwca
  - Giampiero Boniperti – włoski piłkarz, wieloletni prezes Juventusu, poseł do Parlamentu Europejskiego IV kadencji[141]
  - Gérard Fromanger – francuski malarz[142]
  - Gift of Gab – amerykański raper, członek zespołu Blackalicious[143][144]
  - Waldemar Kelm – polski przedsiębiorca i działacz samorządowy, prezydent Piotrkowa Trybunalskiego (1981–1982)[145]
  - Mitrofan – biskup Ukraińskiego Kościoła Prawosławnego Patriarchatu Moskiewskiego[146]
  - Andrés Ortiz-Osés – hiszpański filozof[147]
  - Rubén Pinzón – panamski dziennikarz sportowy[148]
  - Piotr Sadłowski – polski biegacz, wicemistrz Polski U23 w drużynie z 2020[149]
  - Milkha Singh – indyjski biegacz, olimpijczyk[150]
  - Sławomir Świstek – polski piłkarz[151]
  - Jan Tropiło – polski weterynarz, prof. dr hab.[152]
  - Krzysztof Zakrzewski – polski aktor[153]
- 17 czerwca
  - Ulrich Bremi – szwajcarski polityk[154]
  - Wanda Czełkowska – polska rzeźbiarka[155]
  - Leszek Gajowiecki – polski specjalista technologii żywności i żywienia, prof. dr hab. inż.[156][157]
  - Andriej Jegorow – rosyjski aktor[158]
  - Kenneth Kaunda – zambijski polityk, prezydent Zambii (1964–1991)[159]
  - Marianna Nowicka – polska działaczka konspiracji niepodległościowej w czasie II wojny światowej, Honorowa Obywatelka Błonia[160]
  - Dimbi Tubilandu – kongijski piłkarz[161]
  - Wojciech Tuszko – polski fotograf[162]
- 16 czerwca
  - Renate Blank – niemiecka polityk[163]
  - Bengt Göransson – szwedzki polityk[164]
  - Laila Hirvisaari – fińska pisarka[165]
  - Zoltán Nagy – węgierski aktor[166]
  - Tarcisio Pillolla – włoski duchowny rzymskokatolicki, biskup Iglesias (1999–2007)[167]
  - Witold Śmiśniewicz – polski historyk, redaktor i pisarz[168][169]
  - Vance Trimble – amerykański dziennikarz[170]
- 15 czerwca
  - Yves Dassonville – francuski ekonomista, polityk, Wysoki Komisarz Nowej Kaledonii (2007–2010)[171]
  - Józef Kozłowski – polski pedagog specjalny, wykładowca akademicki, działacz społeczny i harcerski, kawaler orderów[172]
  - Paul Alois Lakra – indyjski duchowny katolicki, biskup Gumla (2006–2021)[173]
  - Zbigniew Nikodemski – polski klawiszowiec, członek zespołów Rezerwat i KG Band[174]
  - Hieronim Rybicki – polski historyk, prof. dr hab.[175][176]
  - Władimir Szatałow – radziecki kosmonauta, Lotnik Kosmonauta ZSRR[177]
  - Lily Weiding – duńska aktorka[178]
  - Jack B. Weinstein – amerykański prawnik i sędzia[179]
  - Dawid Wiśnia – amerykański kantor pochodzenia polsko-żydowskiego[180]
- 14 czerwca
  - Lisa Banes – amerykańska aktorka[181]
  - Ada Biell – polska piosenkarka[182]
  - Enrique Bolaños – nikaraguański polityk, wiceprezydent (1997–2000) i prezydent Nikaragui (2002–2007)[183]
  - Manuel Clavero – hiszpański polityk[184]
  - Eugeniusz Cebulski – polski duchowny prawosławny, ksiądz mitrat, działacz ekumeniczny i organizator życia religijnego[185][186]
  - Markis Kido – indonezyjski badmintonista[187]
  - Jerzy Kiedrowski – polski działacz kaszubski, prezes Zarządu Głównego Zrzeszenia Kaszubsko-Pomorskiego (1971–1976)[188]
  - Maria Kleinrok – polski stomatolog, prof. dr hab.[189][190]
  - Adam Smelczyński – polski strzelec, sześciokrotny olimpijczyk, wicemistrz olimpijski (1956)[191]
  - Stanisław Świątek – polski dziennikarz i pisarz[192]
- 13 czerwca
  - Ned Beatty – amerykański aktor[193]
  - Sven Erlander – szwedzki matematyk[194]
  - Stefan Jesionowski – polski kajakarz[195]
  - Maurice Joncas – kanadyjski pisarz[196]
  - Barbara Kicińska-Kamińska – polska piosenkarka[197]
  - Nikita Mandryka – francuski rysownik komiksowy, karykaturzysta[198]
  - Marian Pawełczak – polski żołnierz konspiracji w czasie II wojny światowej, pułkownik WP w stanie spoczynku, kawaler orderów[199]
  - Tadeusz Witold Pieczyński – polski działacz związkowy i samorządowiec, prezydent Ostrołęki (1990–1992)[200]
- 12 czerwca
  - Eugeniusz Brożek – polski malarz, przedstawiciel prymitywizmu i malarstwa naiwnego[201]
  - Krystyna Chojnowska-Liskiewicz – polska żeglarka, pierwsza kobieta na świecie, która samotnie opłynęła dookoła Ziemię na jachcie żaglowym[202]
  - Anatolij Czukanow – rosyjski kolarz szosowy, mistrz olimpijski (1976)[203]
  - Artur Frey – polski prawnik, organizator pomocy prawnej dla opozycjonistów w okresie PRL[204][205]
  - Witold Kieżun – polski ekonomista, teoretyk zarządzania, przedstawiciel polskiej szkoły prakseologicznej, żołnierz AK, uczestnik powstania warszawskiego[206]
  - Edward Kruk – polski fotograf[207][208]
  - Witold Lempka – polski etnograf, konserwator zabytków i muzealnik, współtwórca Muzeum Ziemi Garwolińskiej w Miętnem[209][210]
  - Beata Lichtarska – polska instruktorka, promotorka i sędzia tańca towarzyskiego[211][212]
  - Marco Maciel – brazylijski prawnik, polityk, gubernator stanu Pernambuco (1979–1982), wiceprezydent (1995–2003)[213]
  - Andrzej Radzimiński – polski specjalista w zakresie łączności założyciel i pierwszy prezes zarządu Netia[214]
  - Ihar Żalazouski – białoruski łyżwiarz szybki[215]
- 11 czerwca
  - Ivo Baldi Gaburri – włoski duchowny rzymskokatolicki posługujący w Peru, biskup diecezjalny Huarí (2008–2021)[216]
  - Walter Michael Ebejer – maltański duchowny rzymskokatolicki posługujący w Brazylii, biskup União da Vitória (1977–2007)[217]
  - Jon Lukas – maltański piosenkarz[218]
  - Henryk Olszak – polski żużlowiec[219]
  - Paola Pigni-Cacchi – włoska lekkoatletka, biegaczka średniodystansowa, brązowa medalistka olimpijska (1972)[220]
  - Lucinda Riley – irlandzka pisarka[221]
  - Andrzej Szczytko – polski aktor[222]
- 10 czerwca
  - Aleksander – rosyjski biskup prawosławny[223]
  - Talal Bagher – saudyjski kompozytor[224]
  - Elżbieta Domańska-Janczewska – polska położnik-ginekolog, dr hab. med.[225]
  - Ray MacDonnell – amerykański aktor[226]
  - Jerzy Mielnik – polski ginekolog, prof. dr hab.[227][228]
  - Neno – portugalski piłkarz[229]
  - Andrzej Siemaszko – polski prawnik, prof. dr hab.[230]
  - Łarisa Szojgu – rosyjska polityk[231]
  - Dingko Singh – indyjski bokser[232]
- 9 czerwca
  - Torgny Björk – szwedzki muzyk i kompozytor[233]
  - Gottfried Böhm – niemiecki architekt[234]
  - Wasilij Borodin – rosyjski poeta[235]
  - Edward de Bono – maltański psycholog i lekarz[236]
  - Claude Dufau – francuski rugbysta i trener[237]
  - Kirkland Laing – brytyjski bokser pochodzenia jamajskiego[238]
  - Juan Nelson – amerykański gitarzysta basowy[239]
  - Libuše Šafránková – czeska aktorka[240]
  - Walentina Sidorowa – radziecka florecistka[241]
  - Dakota Skye – amerykańska aktorka i modelka pornograficzna[242]
  - Janusz Wolf – polski zawodnik i trener lekkoatletyki[243]
  - Ziona Chana – indyjski przywódca chrześcijańskiej sekty praktykującej poligamię[244][245]
- 8 czerwca
  - Tadeusz Szymon Gaździk – polski specjalista chirurgii urazowej, histologii, ortopedii i traumatologii oraz rehabilitacji medycznej, prof. dr hab. n. med.[246][247]
  - Andrzej Kalinin – polski pisarz[248]
  - Sławomir Rudnicki – polski poeta[249][250][251]
  - Wiesława Rynkiewicz-Domino – polska historyczka sztuki, muzealniczka i autorka książek historycznych[252]
  - Henryk Jerzy Sokalski – polski dyplomata[253][254][255]
  - Jelena Stefanowicz – rosyjska poetka i pisarka[256]
  - Sylvain Ducange – haitański duchowny rzymskokatolicki, w latach 2016–2021 roku biskup pomocniczy Port-au-Prince[257]
  - Ilpo Tihonen – fiński pisarz[258]
  - Stefan Wodeniczarow – bułgarski inżynier metalurg, prezes Bułgarskiej Akademii Nauk (2012–2016), minister nauki i edukacji (2013)[259]
- 7 czerwca
  - Vadim Cojocaru – mołdawski polityk[260]
  - Guglielmo Epifani – włoski działacz związkowy, polityk[261]
  - Jerzy Kaczanowski – polski gitarzysta, członek zespołu Hak[262]
  - Ali Akbar Mohtashamipur – irański polityk, współzałożyciel Hezbollahu[263]
  - Jan Paterek – polski gitarzysta, wykładowca akademicki, prof. dr hab.[264]
  - Ben Roberts – brytyjski aktor[265]
  - Yoo Sang-chul – południowokoreański piłkarz[266]
  - Shaleen Surtie-Richards – południowoafrykańska aktorka[267]
- 6 czerwca
  - Jovan Ilić Deretić – serbski pisarz i publicysta[268]
  - Revaz Gabriadze – gruziński pisarz i scenarzysta[269]
  - Rolf Hellem – norweski polityk[270]
  - Jacques Behnan Hindo – syryjski duchowny Kościoła katolickiego obrządku syryjskiego, od 1997 do 2019 arcybiskup Hassake-Nisibi[271]
  - Maciej Morawski – polski dziennikarz, publicysta, bloger, działacz emigracyjny[272]
  - Eiichi Negishi – japoński chemik, laureat Nagrody Nobla w dziedzinie chemii[273]
  - Mansour Ojjeh – francuski przedsiębiorca pochodzenia saudyjskiego[274]
  - Edwin Rzeszuto – polski duchowny rzymskokatolicki, wieloletni duszpasterz Polskiej Misji Katolickiej we Francji[275]
  - Surekha – indyjska aktorka[276]
- 5 czerwca
  - Feliks Bińkowski – polski trener, sędzia i zawodnik podnoszenia ciężarów w grupie Masters, Honorowy Obywatel Koluszek[277][278]
  - Marian Gapiński – polski botanik, ogrodnik, mykolog, nestor polskiego pieczarkarstwa, prof. dr hab.[279]
  - Wanda Gołębiewska – polska poetka[280]
  - T.B. Joshua – nigeryjski pastor i teleewangelista[281][282]
  - Helle Karis – estońska reżyser[283]
  - Sławomir Kawka – polski gitarzysta i kompozytor muzyki rozrywkowej[284]
  - Józef Przybylski – polski działacz opozycji w okresie PRL, związkowiec, Honorowy Obywatel Gdańska[285]
  - Wojciech Skarżyński – polski paleobiolog[286][287][288]
- 4 czerwca
  - Siegbert Alber – niemiecki polityk i prawnik, deputowany krajowy i europejski, rzecznik generalny Trybunału Sprawiedliwości (1997–2003)[289]
  - Władysław Ciastoń – polski generał dywizji MO, funkcjonariusz SB i jej szef (1981–1986); podejrzany o sprawstwo kierownicze zabójstwa ks. Jerzego Popiełuszki[290]
  - Loris Dominissini – włoski piłkarz i trener[291]
  - Dawid Duszman – radziecki wojskowy, szermierz i trener szermierki, przed śmiercią prawdopodobnie ostatni żyjący z żołnierzy, którzy w 1945 wyzwolili Auschwitz-Birkenau[292][293]
  - Fausto Gaibor García – ekwadorski duchowny katolicki, biskup Tulcán (2011–2021)[294]
  - Wadim Kapranow – rosyjski koszykarz[295]
  - Eske Mathiesen – duński poeta[296]
  - Friederike Mayröcker – austriacka poetka[297]
  - Barbara Mertens – belgijska dziennikarka i prezenterka telewizyjna[298]
  - Piotr Mikiszew – rosyjski aktor[299]
  - John Patterson – amerykański prawnik, polityk, gubernator Alabamy (1959–1963)[300]
  - Kalipatnam Ramarao – indyjski poeta i pisarz[301]
  - Clarence Williams – amerykański aktor[302]
- 3 czerwca
  - Isaura Abelairas – hiszpańska polityk[303]
  - Francis Lee Bailey – amerykański prawnik, pisarz i przedsiębiorca[304]
  - Alajos Dornbach – węgierski polityk, wiceprzewodniczący Zgromadzenia Narodowego (1990−1994)[305]
  - Vaso Đokić – czarnogórski dżudoka i trener[306]
  - Ryszard Felisiak – polski trener siatkówki[307]
  - Damaris Hayman – brytyjska aktorka[308]
  - Anerood Jugnauth – maurytyjski polityk, trzykrotny premier w latach 1982–1995, 2000–2003 oraz 2014–2017, prezydent w latach 2003–2012[309]
  - Ernie Lively – amerykański aktor[310]
  - Piro Mani – albański aktor i reżyser[311]
  - Alan Miller – angielski piłkarz[312]
  - Josef Pawliczek – niemiecki działacz społeczny[313]
  - Yoshio Yatsu – japoński polityk[314]
- 2 czerwca
  - Jerzy Albrycht – polski matematyk, prof. dr hab.[315]
  - Stanisław Bohdanowicz – polski harcmistrz, naczelnik ZHP w latach 1969–1974, działacz PCK[316]
  - Marian Józef Dąbrowski – polski nauczyciel i działacz kombatancki, kawaler orderów[317][318]
  - Les Gorski – amerykański zawodowy nurek i konstruktor pochodzenia polskiego, twórca hełmu nurkowego G2000SS[319]
  - Wiera Jefriemowa – rosyjska reżyserka[320]
  - Bruno Luiselli – włoski wykładowca akademicki, latynista[321]
  - Tadeusz Łapiński – polski lekarz i wykładowca akademicki[322][323]
  - Stanisław Łunin – kazachski piłkarz[324]
  - Waldemar Miechowski – polski żużlowiec[325]
  - Linah Mohohlo – botswańska ekonomistka, rektor Uniwersytetu Botswany[326]
  - Władysław Moskalewicz – polski urzędnik, kolejarz, działacz konspiracji niepodległościowej w czasie II wojny światowej, kawaler orderów[327][328]
  - David Rehling – duński prawnik, dziennikarz i polityk[329]
- 1 czerwca
  - Amadeusz Sabaudzki-Aosta – włoski przedsiębiorca, członek Domu Sabaudzkiego[330]
  - Andrzej Witold Bielachowicz – polski fotograf[331]
  - Román Hernández Onna – kubański szachista, arcymistrz[332]
  - Raoul Sangla – francuski dziennikarz, reżyser filmowy i scenarzysta[333]
  - Adnan Al Sharqi – libański piłkarz i trener[334]
  - Zbigniew Skorek – polski animator życia teatralnego[335]
  - Melor Sturua – rosyjski dziennikarz[336]
  - Tadeusz Szymański – polski językoznawca, prof. dr hab.[337][338]
  - Violetta Vidaurre – chilijska aktorka[339]
- data dzienna nieznana
  - William Richard Allen – nowozelandzki lekarz weterynarii[340]
  - Henryk Banaszuk – polski specjalista inżynierii i ochrony środowiska, prof. dr hab.[341]
  - Grzegorz Borowski – polski archeolog, historyk i muzealnik, dyrektor Muzeum Regionalnego w Środzie Śląskiej (2003–2021)[342][343]
  - Wiesław Dąbrowski – polski choreograf, wieloletni choreograf Zespołu Pieśni i Tańca „Kurpie Zielone”[344][345][345][346][347][348][349]
  - Jerzy Filipowicz – polski działacz państwowy, przewodniczący Powiatowej Rady Narodowej (1971–1973) i naczelnik (1973–1975) Świnoujścia[350]
  - John Langley – amerykański producent telewizyjny, współtwórca serialu Cops[351]
  - Stanisław Michta – polski fotograf[352]
  - Tomasz Nowak – polski dziennikarz i reportażysta[353]
  - Mircea Popescu – rumuński inwestor, miliarder kryptowalutowy[354][355]
  - Konrad Rybczyński – polski sędzia i działacz koszykarski[356][357]
  - Lidia Zabiegałowska – polska poetka[358]
  - Maria Zielińska – polska projektantka, artystka działająca w przestrzeni tkaniny unikatowej, wykładowczyni akademicka[359]